# Rukavac (Matulji)
Rukavac (olaszul: Ruccavazzo) falu Horvátországban, a Tengermellék-Hegyvidék megyében. Közigazgatásilag Matuljihoz tartozik.

## Fekvése
Fiume központjától 12 km-re északnyugatra, községközpontjától 3 km-re nyugatra a Tengermelléken, az Isztria-félsziget északi határán fekszik.

## Története
A falu területe egykor a kastavi plébániához tartozott. Szent Lukács templomát 1658-ban említik először, amikor Francesco Bartirom a pulai püspökség általános vikáriusa körüljárja a kastavi plébánia településeit. A templom sekrestyéjében azonban egy glagolita írású kőtábla található az 1600. május 2-i dátummal. Ez a kőlap a 19. század közepén még a templom lépcsője volt és ezután falazták be a mai helyére. Ez alapján következtetnek arra, hogy a templom 1600-ban épült.
A településnek 1857-ben 805, 1910-ben 839 lakosa volt. A rapallói egyezmény a kastavi plébánia területén át húzta meg az olasz-jugoszláv határt. Rukavac olasz fennhatóság alá került és 1929. január 15-én önálló plébánia lett. Ebben az időben Matulji is a rukavaci plébániához tartozott, amíg 1936-ban önállóvá nem vált. 1943. október 2-án a templom egy német gránáttól kigyulladt és negyven éven át romokban állt. A templomot és a plébániát Anton Juretć rijekai építész tervei szerint építették újjá. 1982. június 27-én szentelte fel Josip Pavlišić fiume-zenggi püspök.
2011-ben 846 lakosa volt.

## Lakosság
| Lakosság változása | Lakosság változása | Lakosság változása | Lakosság változása | Lakosság változása | Lakosság változása | Lakosság változása | Lakosság változása | Lakosság változása | Lakosság változása | Lakosság változása | Lakosság változása | Lakosság változása | Lakosság változása | Lakosság változása | Lakosság változása |
| ------------------ | ------------------ | ------------------ | ------------------ | ------------------ | ------------------ | ------------------ | ------------------ | ------------------ | ------------------ | ------------------ | ------------------ | ------------------ | ------------------ | ------------------ | ------------------ |
| 1857               | 1869               | 1880               | 1890               | 1900               | 1910               | 1921               | 1931               | 1948               | 1953               | 1961               | 1971               | 1981               | 1991               | 2001               | 2011               |
| 805                | 810                | 857                | 876                | 905                | 839                | 756                | 695                | 656                | 644                | 655                | 647                | 646                | 743                | 759                | 846                |

## Nevezetességei
- Szent Lukács evangélista tiszteletére szentelt plébániatemploma valószínűleg 1600-ban épült. A templomnak karcsú neobarokk harangtornya volt. A II. világháborúban gránáttalálat következtében leégett és csak 1982-re állították helyre. Az újjáépítésben belga önkéntesek is részt vettek. Épen maradt az 1910-ben készített márvány főoltár Szent Lukács szobrával.[2]
- Szent Rókus tiszteletére szentelt temetőkápolnája 1856-ban épült. 1898. május 7-én szentelte fel Andrea Maria Šterk trieszti püspök.[2]